# La marcia di Radetzky (miniserie televisiva)
La marcia di Radetzky (Radetzkymarsch) è una miniserie televisiva in tre puntate del 1994 diretta da Axel Corti e Gernot Roll e tratta dal libro La marcia di Radetzky scritto da Joseph Roth nel 1932. Tra gli interpreti figurano Max von Sydow, Charlotte Rampling, Claude Rich ed Elena Sofia Ricci.
Si tratta di un dramma storico dove viene narrata, attraverso la storia del Luogotenente von Trotta, la disgregazione dell'Impero austro-ungarico nei decenni precedenti al 1914.

## Trama
1859: Durante la battaglia di Solferino, il sottotenente Josef von Trotta della fanteria slovena, viene ferito mentre salva la vita del giovane Imperatore Francesco Giuseppe I d'Austria. L'Imperatore lo ringrazia elevando la sua condizione sociale ad un livello superiore, senza però tener conto del suo retaggio familiare così da alienargli completamente il suo precedente ambiente: Josef viene promosso al grado di capitano, e diviene membro della nobiltà con il titolo di Barone. Anni dopo, egli scopre accidentalmente una descrizione della battaglia che cambiò la sua vita in un libro del figlio Franz. Furioso e disgustato dal tono enfatico, eccessivamente patriottico e sentimentale con il quale nel testo è raccontato l'episodio del salvataggio dell'Imperatore da parte dell'eroe di Solferino, egli presenta una protesta ufficiale alla corte imperiale.
Durante l'udienza, l'Imperatore, mostrando un certo grado di rassegnazione, cerca di convincere von Trotta che la mitizzazione e glorificazione dell'episodio ha la sua ragion d'essere per il bene della patria e dell'impero. Josef, tuttavia, scopre l'ipocrisia che regge la corona e perde tutta la fiducia che riponeva nell'Imperatore. Amareggiato, abbandona l'esercito e si ritira nella sua tenuta di campagna in Boemia. Coerentemente con le sue azioni, proibisce al figlio di intraprendere la carriera militare. Quest'ultimo, nella sua carica di prefetto di provincia, è diventato un ligio servitore dello Stato che non si sognerebbe mai di chiedersi il perché dell'esistenza della monarchia. Per reazione all'imposizione paterna, Franz costringe il suo stesso figlio (Karl-Josef) a intraprendere la carriera di ufficiale contro la sua volontà. Però, il debole e sensibile Karl-Josef von Trotta non ha alcuna traccia della forza e della caparbietà di suo nonno. Carriera e status sociale sono concetti vuoti e privi di senso per lui.
Quando la sua bella amante Catherine, moglie del sergente Slama, muore dando alla luce un bambino che potrebbe essere il suo, e il suo più caro amico, il medico del reggimento, il dottor Demant, viene ucciso in un banale duello a causa di un presunto tradimento amoroso, Karl-Josef, in un atto di autolesionismo, si fa trasferire al fronte in una unità di fanteria al confine russo. Lì cade vittima dell'alcolismo cercando invano di sfuggire alla depressione e all'irrazionale senso di colpa. L'amico Conte Chojnacki riesce soltanto in un'occasione a trascinarlo fuori della sua disperazione e malinconia, facendogli conoscere una donna che diventa la sua nuova amante. Karl-Josef trascorre diverse settimane spensierate a Vienna con Valérie von Taussig, ma una volta tornato nella deprimente città di frontiera, ritorna ben presto alle sue vecchie abitudini.
Nel frattempo, le forze nazionaliste e democratiche interne stanno mettendo in ginocchio il vecchio impero austro-ungarico. Durante la repressione armata di uno sciopero in una fabbrica, Karl-Josef von Trotta resta gravemente ferito. Dopo la convalescenza, egli è determinato a dimettersi dall'esercito. Poi, durante una festa orgiastica al castello di Chojnacki, arriva la notizia dell'assassinio a Sarajevo dell'arciduca Francesco Ferdinando d'Asburgo-Este, erede al trono austriaco, e della moglie. Poco dopo, scoppia la guerra, e Karl-Josef viene inviato al fronte.

## Produzione e distribuzione
La miniserie, una coproduzione franco-tedesca.Trasmessa in Austria a partire dal 4 dicembre 1994 e in Francia con il titolo La marche de Radetzky dal 25 dicembre 1994 sul canale France 2. In Italia fu trasmesso in prima visione su Rai 1.